# Нежча
Не́жча (Нежчая) — деревня в Гордеевском районе Брянской области, в составе Рудневоробьёвского сельского поселения. Расположена в 7 км к западу от Гордеевки. Население — 31 человек (2010).

## История
Основана в середине XVIII века здешними землевладельцами Шираями как слобода (казачьего населения не имела). До 1781 года входила в Новоместскую сотню Стародубского полка; с 1782 по 1921 в Суражском уезде (с 1861 — в составе Гордеевской волости); в 1921—1929 в Клинцовском уезде (та же волость).
С 1929 года в Гордеевском районе, а в период его временного расформирования — в Клинцовском (1963—1966), Красногорском (1967—1985) районе.
С 1919 до 1930-х гг. — центр Нежчанского сельсовета, затем до 2005 в Старополонском сельсовете.